# Ontherus dentatus
Ontherus dentatus är en skalbaggsart som beskrevs av Luederwaldt 1930. Ontherus dentatus ingår i släktet Ontherus och familjen bladhorningar. Inga underarter finns listade i Catalogue of Life.